# Derek Bell (músico)
Derek Bell (George Derek Fleetwood Bell: Belfast, Irlanda del Norte, 21 de octubre de 1935 - Phoenix, Arizona, 17 de octubre de 2002) fue un músico irlandés; arpista, dulcimerista, oboísta y compositor.

## La música clásica
A edad muy temprana se le diagnosticó erróneamente una enfermedad que lo habría de llevar a la ceguera, así que sus padres resolvieron darle una instrucción musical. Bell era una especie de niño prodigio, y compondría su primer concierto a los 12 años. 
Se graduó en el Royal College of Music en 1957. En esa época, se había hecho amigo del flautista James Galway. 
Entre 1958 y 1990 compuso varias obras de música clásica; entre ellas: 
- 3 sonatas para piano.
- 2 sinfonías.
- "Tres imágenes de Irlanda en el tiempo de los druidas" ("Three Images of Ireland in Druid Times"), para arpa, cuerda y timbales (1993).
- " Nocturno sobre una melodía islandesa" ("Nocturne on an Icelandic Melody"), para oboe de amor y piano (1997).
- "Tres estudios de concierto trascendentales" ("Three Transcendental Concert Studies"), para oboe y piano (2000).

Bell dominaba diversos instrumentos: varias clases de arpa, el clavecín, el cimbalón, el piano y todos los miembros de la familia moderna del oboe: el oboe pícolo, el oboe soprano, el oboe de amor, el corno inglés, el oboe bajo) y el heckelfón. 

## Del dulcímer al arpa
El empleo del dulcímer de macillos está bien documentado en lo que concierne a la Irlanda del siglo XVIII. James Joyce (1882 - 1941), además, lo cita como instrumento callejero que oía en su tiempo. 
Derek Bell comenzó a tocar un pequeño cimbalón al que llamó tiompán, como el correspondiente irlandés del medievo. 
Al ser el administrador de la Orquesta Sinfónica de Belfast, le correspondía el mantenimiento de los instrumentos y conservar su correcto afinado. Llevado por la curiosidad, pidió a Sheila Larchet-Cuthbert que le enseñara a tocar el arpa. Con el tiempo iría teniendo muchos profesores de ese instrumento, y llegaría a ser oboísta y arpista de la BBC Northern Ireland Orchestra en 1965.

## Ingreso enThe Chieftains
El Día de San Patricio de 1972, Bell actuó en la radio tocando música de Turlough Carolan, arpista ciego irlandés del siglo XVIII. Por entonces, la música de Carolan era prácticamente desconocida, a diferencia de hoy, en que casi en cada disco de arpa irlandesa aparece alguna pieza suya. 
En aquella ocasión, habían trabajado con Derek varios miembros de The Chieftains. Bell se hizo amigo del director, Paddy Moloney. Durante un par de años, Derek grabó con la BBC Northern Ireland Orchestra y también con The Chieftains, hasta que en 1975 se hizo miembro de este grupo a tiempo completo.

## El lado espiritual
Desde principios de los 60, Bell era amigo de Swami Kriyananda, que no era otro que J. Donald Walters, también inquieto compositor de música para arpa irlandesa, y - por su parte - discípulo de primera mano de Paramahansa Yogananda. 
Bell y otros amigos visitaron a Kriyananda en su aldea, fundada como centro espiritual: Ananda village, en Nevada City, California. Bell escribió un prefacio para el libro de Kriyananda "El arte como un mensaje oculto" ("Art As a Hidden Message"). Éste es un extracto del prefacio: "Cuando leí el libro, quise conocerlo [...] fui varias veces a Ananda, la hermosa aldea fundada en 1968 por el propio Kriyananda [...] le propuse grabar música suya". 
Eso explicaría la gran diferencia que hay entre la música del álbum "Mystic Harp. Vol II" y el resto de las grabaciones de Derek Bell. El disco, que tuvo una tibia acogida tanto entre la afición de la música clásica como entre la de la tradicional, es una colección de composiciones para arpa sola de Kriyananda (Walters) en un estilo muy de la nueva era.
En agosto del 2002, un par de meses antes de morir de un paro cardíaco, Bell fue a visitar a Kriyananda por última vez.

## Discografía ajena a The Chieftains
- "Carolan's Receipt" (1975)
- "Carolan's Favourite" (1980)
- "Plays with Himself" (1981)
- "Musical Ireland" (1982)
- "Ancient Music for the Irish Harp" (1989)
- "Mystic Harp" (1996)
- "A Celtic Evening with Derek Bell" (1997)
- "Mystic Harp. Vol. II" (1999)

Grabó también en 1991 con su viejo amigo James Galway.

## Premios
Fue distinguido en el 2000 con la medalla de la Orden del Imperio Británico por su trabajo en el campo de la música tradicional. 